# Inzing
Inzing è un comune austriaco di 3 754 abitanti nel distretto di Innsbruck-Land, in Tirolo. Nel 1974 aveva inglobato il comune di Hatting, tornato autonomo nel 1993.
Stazione sciistica, ha ospitato la prima edizione dei campionati mondiali di slittino su pista naturale del 1979.

## Religione
Nella chiesa parrocchiale di Inzing è conservata un'immagine mariana che, secondo la tradizione cattolica, avrebbe lacrimato nel 1685 e successivamente mosso gli occhi e le labbra nel 1814.